# Hereford United FC
Hereford United, är en fotbollsklubb från Hereford, England. Klubben grundades 1924 och valdes 1972 in i Football League efter att säsongen 1971/1972 gjort sensation i FA-cupen genom att som icke-ligalag i tredje omgången slå ut Newcastle och sedan i fjärde omgången tvinga West Ham till omspel.
I ligaspelet blev det efter första säsongen en omedelbar uppflyttning till division tre. Efter ytterligare tre säsonger tog Hereford 1976 steget upp i Division två. Sejouren där blev dock bara ettårig och säsongen därpå föll man rakt genom Division tre. Efter 19 säsonger i lägsta serien blev det ännu en nedflyttning 1997 till Football Conference. 
Efter nio säsonger i den serien kom man tillbaka till Football League 2006. Efter två säsonger tog Hereford även steget upp i League One. Sejouren där blev dock bara ettårig och efter ytterligare tre säsonger i League Two var det åter dags för spel i Football Conference säsongen 2012/13. Klubben hade dock under en tid levt över sina tillgångar och tvångsnedflyttades, på grund av missade utbetalningar efter säsongen 2013/14, till nivå 7 inom Englands ligasystem för fotboll. 
Den 29 november 2014 mötte Hereford Sutton United FC i en ligamatch i Southern Football Leagues Premier Division och förlorade med 1-2, vilket kom att bli klubbens sista ligamatch. Veckorna därefter följde en rättslig kamp för att kunna spela vidare, men den kampen slutade med att klubben försattes i konkurs vid High Court i London den 19 december 2014.
En ny klubb grundad av Hereford Uniteds supportrar har uppstått och getts namnet Hereford FC. Avsikten är att klubben ska spela sina matcher under säsongen 2015/16 på Edgar Street. Ligatillhörighet för Hereford FC blir klar efter ligasäsongen 2014/15 när serierna för 2015/16 spikas.